# Georg Bombast von Hohenheim

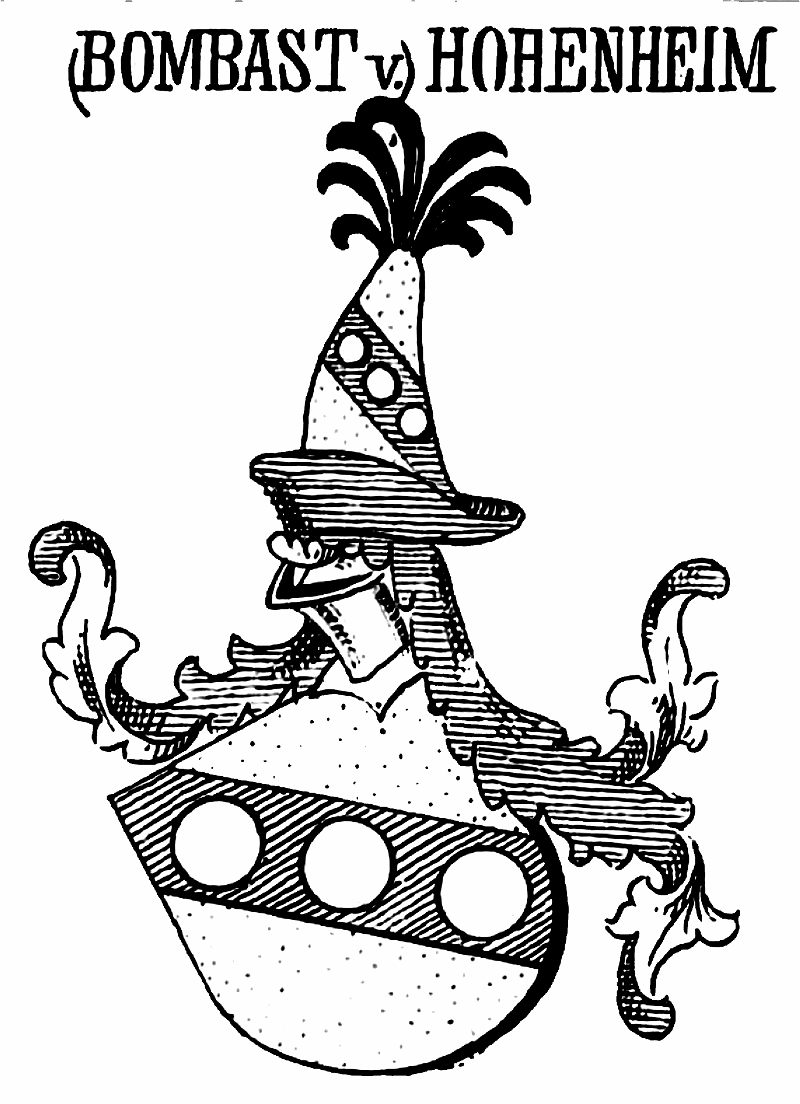
Wappen der Bombast von Hohenheim

Georg Bombast von Hohenheim (* um 1500; † 10. Dezember 1566) war von 1546 bis 1554 Großbailli des Johanniterordens und von 1554 bis 1566 Großprior des deutschen Johanniterordens und Fürst von Heitersheim.

## Leben
Georg entstammt dem schwäbischen Niederadelsgeschlecht der Bombast von Hohenheim. Er wurde geboren als Sohn des Friedrich Bombast von Hohenheim und der Anna Maria Schillingin von Canstatt († 1546), einer Schwester des Großpriors der deutschen Johanniter, Georg Schilling von Cannstatt. Anna Bombastin von Hohenheim, die dritte Ehefrau des Markgrafen Ernst von Baden-Durlach, war eine Schwester von Georg.
Georg wurde am Hof von Kaiser Maximilian erzogen. 1545 war er Kommendator in Saint-Jean-de-Bassel, 1549 wird er als Kommendator von Dorlisheim erwähnt. 1552 war er Großballi des Ordens auf Malta und leitete den Bau von Fort St Elmo, dessen erster Gouverneur er wurde. 1554 wurde er Nachfolger seines Onkels, Georg Schilling von Cannstatt, als Großprior der deutschen Johanniter.